# Una magnifica avventura
Una magnifica avventura (A Damsel in Distress) è un film del 1937 diretto da George Stevens, tratto da Una damigella in pericolo (1919) di P.G. Wodehouse. È interpretato da Fred Astaire affiancato da Joan Fontaine, con le musiche di George Gershwin.
Si tratta del primo film di Astaire senza Ginger Rogers, dopo sette film interpretati in coppia. Si ritroveranno già l'anno successivo in Girandola (1938).
È il remake di A Damsel in Distress del 1919, diretto da George Archainbaud e interpretato da Creighton Hale e June Caprice.
Memorabile la sequenza in cui Astaire danza con George Burns e Gracie Allen al luna park tra tapis roulant, scivoli, tunnel, cilindri rotanti e specchi deformanti. Le coreografie di questa scena, particolarmente fantasiose e piene di inventiva, fecero guadagnare un Oscar a Hermes Pan. Le altre canzoni The Jolly Tar and Milkmaid, Stiff Upper Lip, I Can't Be Bothered Now, Put Me To the Test, Sing The Spring, Things are Looking Up, A Foggy Day (in London Town) con musiche di George ed Ira Gershwin.
Al film è ispirato il musical del 2015 A Damsel in Distress, scritto da Jeremy Sams e Robert Hudson, con musiche e testi di George Gershwin e Ira Gershwin.

## Trama
Jerry Halliday, un ballerino americano di grandissimo successo, si trova per lavoro a Londra. Un giorno si intrufola sul suo taxi una bella ragazza inglese che sta cercando di sfuggire a qualcuno. La ragazza scompare quasi subito nel nulla, ma Jerry ne resta molto colpito. Jerry, insieme al suo press-agent George e alla sua segretaria Gracie, si reca in campagna a visitare un castello. Si tratta della proprietà di Lady Alice, la ragazza del taxi. Jerry cerca di lasciarle un messaggio tramite un uomo che lui scambia per il giardiniere, ma che invece è Lord Marshmorton, il padre della ragazza, un lord amante dei lavori manuali. Mentre Jerry cerca di fare la corte alla sua bella, si svolgono una serie di inevitabili equivoci e una scommessa della servitù del castello di Tottney su chi sposerà Alice. La storia finisce con il matrimonio anglo-americano di Jerry e Alice (e il matrimonio di Gracie con George).

## Produzione
Il film venne prodotto dalla RKO Radio Pictures.

## Distribuzione
Distribuito dalla RKO Radio Pictures, il film uscì nelle sale cinematografiche USA il 19 novembre 1937.